# زجاجي العين اللامع
زجاجي العين اللامع أو قُراد الجِمال اللامع (الاسم العلمي: Hyalomma nitidum) هو نوع من العنكبوتيات يتبع جنس زجاجي العين من فصيلة اللبوديات الصلبة.